# Protaetia caucasica
Protaetia caucasica är en skalbaggsart som beskrevs av Friedrich Anton Kolenati 1845. Protaetia caucasica ingår i släktet Protaetia och familjen Cetoniidae. Inga underarter finns listade i Catalogue of Life.